# NVIDIA ION
NVIDIA ION – nazwa platformy firmy NVIDIA w skład której wchodzi chipset NVIDIA MCP79 lub MCP75 i karta graficzna GeForce 9400M lub GeForce G 102M.
W netbookach konkuruje z platformami Intel CULV oraz AMD Yukon i AMD Congo. W notebookach rywalizuje z platformami Intel Centrino oraz AMD Puma i AMD Tigris. Jest również stosowana w desktopach. NVIDIA ION 2 została oficjalnie zaprezentowana na targach CeBIT 2010.

## Specyfikacja

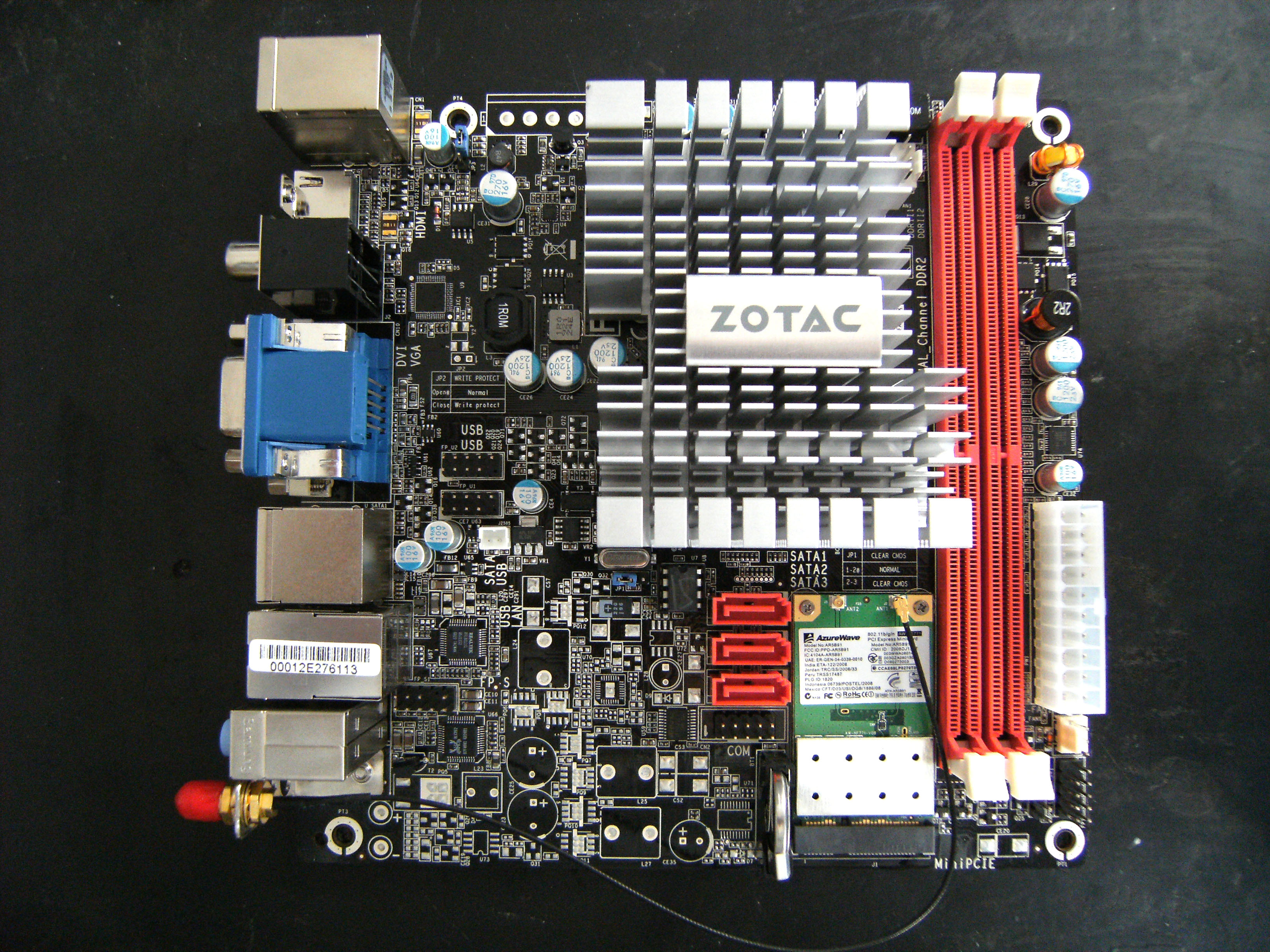
Zotac ION

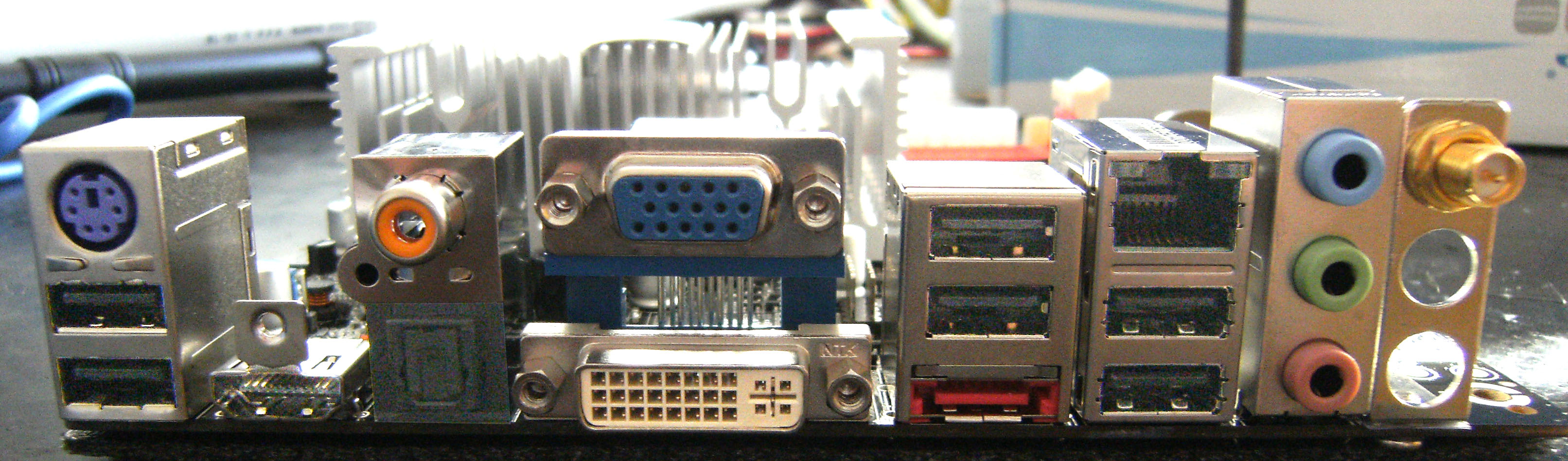
Złącza Zotac ION

- Pamięć operacyjna: DDR3-1066 lub DDR2-800
- Wsparcie DirectX 10.1
- Rdzenie procesora graficznego: 16
- Taktowanie rdzenia/jednostki cieniowania: 450/1100 MHz
- Texture Fill Rate: 3.6 Billion/second
- Maksymalny Anti-Aliasing (AA): 16x
- RAMDAC: 300 MHz
- NVIDIA PureVideo HD: Tak, Full HD (1080i/p)
- Złącza: HDMI, Dual-link DVI, DP, or VGA (any 2)
- PCI-Express 2.0: 20 linii (1×16 and 4×1)
- SATA: 6 urządzeń, 3 Gb/s
- RAID: 0, 1
- Sieć: BASE-10/100/1000
- Porty USB: 12/2C
- Sloty PCI: 5
- Audio: HDA (Azalia)

## Produkty oparte na platformie ION
(lista wymaga uzupełnienia)

### Płyty główne
- ASUS AT3N7A-I (Intel Atom 330 CPU)
- ASUS AT5IONC-I
- Point of View POV/ION230 (Intel Atom 230 CPU)
- Point of View POV/ION330 (Intel Atom 330 CPU)
- ZOTAC IONITX A-U (Intel Atom 330 CPU, DC power connector, Wireless PCIe module installed)
- ZOTAC IONITX B-E (Intel Atom 230 CPU, 20-pin power connector)
- ZOTAC IONITX C-U (Intel Atom 230 CPU, DC power connector)
- ZOTAC IONITX D-E (Intel Atom 330 CPU, 20-pin power connector, Wireless PCIe module installed)

### Desktopy
- Aleutia H1 Hotel PC[2]
- Acer AspireRevo
- Asrock Ion 330[3]
- Orbit Micro Helix A5W[4]
- Orbit Micro Helix A58[5]
- ZaReason Ion Breeze[6]
- Asus Eee Box EB1012
- Apple Mac mini
- Apple iMac

### Notebooki
- Acer Aspire 5737
- Asus F50GX
- Asus X61GX
- Asus K50IN
- Asus K70IO
- Apple MacBook White
- Apple MacBook (Unibody)
- Apple MacBook Pro
- Apple MacBook Air

### Netbooki
- Samsung N510
- Lenovo IdeaPad S12 (jedna z wersji)[7]
- Nokia Booklet 3G
- HP Mini 311
- Compaq Mini 311c
- Asus Eee PC 1201N
- Asus Eee PC 1215N
- Asus Eee PC 1201NL
- Asus Eee PC 1201PN
- Asus Eee PC 1015PN
- Acer Aspire One 532G